# Mikko Lindström

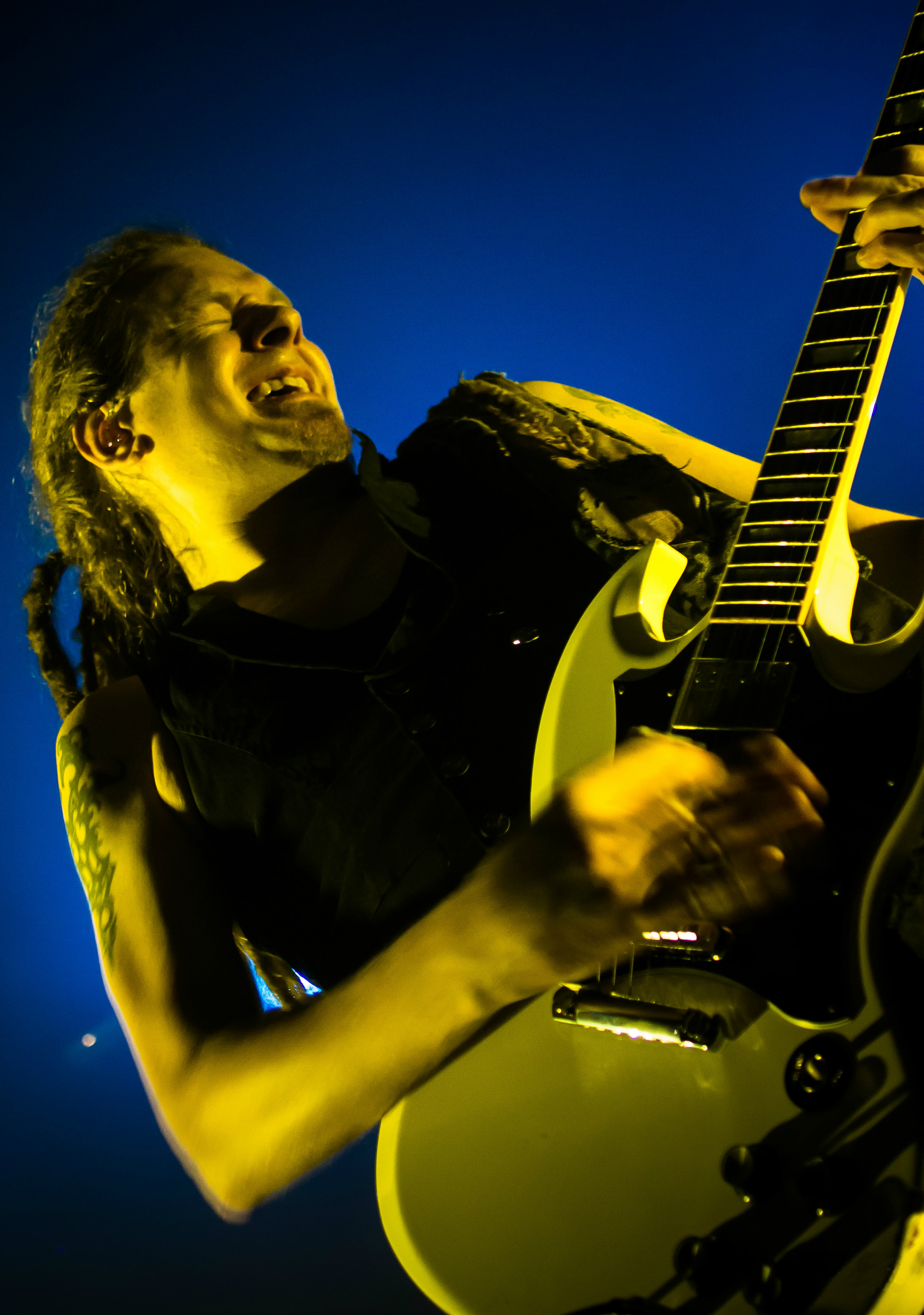
Lindström bei einem Auftritt mit HIM (2014)

Mikko Viljami „Linde“ Lindström (* 12. August 1976 bei Klaukkala; weitere Künstlernamen: Lilly Lazer und Daniel Lioneye) ist ein finnischer Gitarrist und Mitbegründer der Rockband HIM.
Er gilt als großer Bewunderer von Iggy Pop. Lindström und Ville Valo trafen sich das erste Mal mit zehn Jahren in der Schuldisco. Mit seiner Lebensgefährtin Manna hat er seit März 2003 eine Tochter. Manna ist inzwischen auch als Sängerin tätig. Auf ihrem Debütalbum Sister befindet sich auch das Duett Just For Tonight mit Ville Valo.

## Daniel Lioneye
Unter dem Namen Daniel Lioneye brachte Lindström 2001 ein eigenes Album mit dem Titel The King of Rock ’n Roll heraus. Dieses Album kann als Nebenprojekt von HIM betrachtet werden, da zwei weitere Bandmitglieder (Ville Valo, Schlagzeug, und Mige Amour, Bass) ihn dabei unterstützten. Lindström sang und spielte Gitarre. Im Gegensatz zum HIM-Klang ist The King of Rock’n’Roll ein reines Rock-’n’-Roll-Album. Das gleichnamige Titellied wurde als Thema der MTV-Sendung Viva La Bam verwendet.
Das zweite Album Daniel Lioneye Vol. 2 erschien 2010. Ville Valo saß jedoch nicht mehr am Schlagzeug.